# Hassan Veneziano
Pour les articles homonymes, voir Veneziano.
Hassan Veneziano (italien: Hassan le Vénitien) est un renégat vénitien, esclave de Dragut, puis elami (intendant général) d'Uluç Ali Paşa lorsque celui-ci est beylerbey d'Alger puis capitan pacha à Constantinople.

## Biographie
Entre 1577 et 1580, alors qu'il était à la tête de la régence d'Alger, Hassan Veneziano fit deux fois comparaître devant lui le futur célèbre auteur espagnol Cervantes, qui était alors son prisonnier et avait tenté de s'évader. Chaque fois, Hassan Veneziano lui laissa la vie sauve.
En mai 1583, une flottille de plus d'une vingtaine de bâtiments sous le commandements de Hassan Veneziano, assisté de Mami Corso et de nombreux autres capitaines de galiotes, jettent l'ancre près de Sartène et débarquent près de 2 000 hommes (archers, janissaires et marins munis d'échelles et de bouches à feu). Sartène est investie à l'aube du 26 mai, malgré un combat désespéré des habitants ne disposant que d'armes blanches et de six arquebuses. La cité est mise à sac et l'on estime que ce sont près de 400 habitants, soit plus des 2/3 de la population, furent emmenés en captivité. Le nombre des rescapés, qui avaient pu sauter les murailles sous la conduite du pièvan, juste avant l'assaut, s'élevait à 196.
En 1586, le vice-consul français Bionneau est maltraité et emprisonné sans qu'on en connaisse les raisons précises.